# Utopia
O termo utopia costuma ser utilizado para descrever uma sociedade imaginária que possuiria qualidades altamente desejáveis ou quase perfeitas para os seus cidadãos.
O termo foi, inicialmente, cunhado por Sir Thomas More no livro Utopia, de 1516, que descreveu uma sociedade insular fictícia no sul do Oceano Atlântico, na costa da América do Sul.
O oposto de utopia é distopia, gênero que, a partir da década de 1950, passou a dominar a literatura ficcional, principalmente por causa do impacto da obra: "1984" de George Orwell, publicada em 1949.
O termo utopia também pode denotar experimentos reais que tentaram construir sociedades utópicas.
As utopias literárias costumam priorizar, entre outras coisas, a igualdade, em categorias como economia, governo e justiça, com o método e a estrutura de implementação proposta variando de acordo com a ideologia do autor.

## Etimologia
A palavra foi criada a partir da justaposição dos termos gregos antigos "οὐ" (prefixo de negação) e "τόπος" (lugar), significando o "não lugar" ou "lugar que não existe". É um termo inicialmente utilizado por Thomas More, que serviu de título para sua principal obra, escrita em latim por volta de 1516. Atualmente, o termo é utilizado estritamente para descrever sociedades inexistentes consideravelmente melhores do que a sociedade contemporânea, não se aplicando a quaisquer sociedades fictícias e, muito menos, a distopias .
O livro é uma forma de propagandear um projeto humanista de transformação social e representa aspectos capitais do humanismo renascentista. Segundo a versão de vários historiadores, More se fascinou pelas narrações extraordinárias do navegador português Rafael Hitlodeu, que navegara com Américo Vespúcio nas suas últimas viagens e ficara no litoral da América enquanto Vespúcio regressava à Europa. Aí, conhecera múltiplas regiões e visitara uma ilha cuja situação geográfica Rafael não mencionou. O encontro com Thomas More é mediado por Pedro Gilles e dá-se em Antuérpia, onde More se encontra de passagem. 
O longo diálogo com Rafael divide-se em duas partes: na primeira parte, More tece duras críticas à sociedade real em que vive, aspirando por uma sociedade perfeita; a segunda parte consta da narração de Rafael da ilha idealizada que conhecera com todos os pormenores. A organização política, social, como se organizavam as famílias, a divisão dos trabalhos, as cidades, a alimentação, a saúde, etc.
Nesta ilha, todos vivem felizes, não desejam mais do que têm, pois cada um tem o que necessita, não mais; praticam as virtudes da temperança e da moderação. Essa ilha imaginária apresenta uma das sociedades 'possíveis', constituída com base na razão humana; trata-se de um verdadeiro exercício mental para resolver um problema que More enuncia do seguinte modo: dado um país no qual se ignorasse por completo tudo o que diz a revelação cristã, mas onde a razão humana pudesse resolver com isenção as questões do bem comum, que soluções se dariam para a organização política e social? A resposta — ou uma resposta — de Tomas More: a Utopia. 
Mas há que ter em conta que o pensamento utópico pretende apurar uma racionalidade política, por um lado, e por outro, alimenta-se da imaginação, da fantasia, da fuga para um mundo irreal. A utopia é uma espécie de jogo entre um real que se rejeita e um ideal que se espera e deseja.

## Reflexões sobre o conceito
- Não há nada como um sonho para criar o futuro. Utopia hoje, carne e sangue amanhã." - Victor Hugo;
- Um mapa-múndi que não inclui a Utopia nem vale a pena olhar, pois deixa de fora o único país em que a Humanidade está sempre pousando. E quando a Humanidade ali pousa, olha para fora e, vendo um país melhor, se põe vela. O progresso é a realização de utopias. - Oscar Wilde;
- Utopias muitas vezes são apenas verdades prematuras. - Alphonse de Lamartine;
- Nenhum dos conceitos abstratos chega mais perto de uma utopia realizada do que a da paz eterna. - Theodor W. Adorno;
- Acho que sempre há uma parte da utopia em qualquer relacionamento amoroso. - Pedro Almodóvar;
- Só em nós mesmos a luz absoluta continua brilhando, um "sigillum falsi et sui, mortis et vitae aeternae" [falso sinal e sinal da vida eterna e da própria morte], e o movimento fantástico para ele começa: para a interpretação externa do devaneio, o manipulação cósmica de um conceito que é utópico em princípio. - Ernst Bloch;
- Quando eu morrer, quero morrer em uma utopia que ajudei a construir. - Henry Kuttner;
- "A maioria dos dicionários associa a utopia com comunidades ideais, que eles caracterizam como uma realização empírica de uma vida ideal em uma sociedade ideal. Utopias, especialmente utopias sociais, estão associadas à ideia de justiça social - Lukáš Perný[5];
- Utopias e outros modelos de governo, baseados no bem público, podem ser inconcebíveis por causa das paixões humanas desordenadas que, sob os governos errados, procuram evidenciar os interesses mal concebidos ou egoístas da comunidade. Mas embora achemos isso impossível, eles são ridículos para os pecadores cujo senso de autodestruição os impede de acreditar - Étienne Cabet no livro: "Viagem à Icária" (1839);
- toda organização social depende de algo que não é realizado ou viável, mas tem um ideal que está em algum lugar além do horizonte, um farol do qual ela pode procurar se aproximar se considerar esse ideal socialmente válido e geralmente aceito -  Richard Stahel[6].

Karl Marx e Friedrich Engels, utilizaram o termo de modo pejorativo, para desqualificar os socialistas utópicos.

## História
Há registros as ideias utópicas já nos períodos da Grécia e de Roma antigas, que depois ressurgem, com outros formatos, como, por exemplo, entre:
- os hereges medievais;
- os camponeses rebeldes, que seguiram ideias de líderes como: Jan Hus e Thomas Müntzer;
- os que participaram de revoluções democráticas, inspirados de ideias de líderes como: Jean Meslier, Etienne-Gabriel Morelly, Gabriel Bonnot de Mably, Gerrard Winstanley, François Noël Babeuf e Louis Auguste Blanqui; e
- os socialistas utópicos, inspirados de ideias de líderes como: Conde de Saint-Simon, Charles Fourier, Robert Owen, Étienne Cabet, Lamennais, Pierre-Joseph Proudhon[8].

A República de Platão foi a primeira obra com autoria conhecida que descreve uma utopia. No caso, a obra descreve a implementação de um sistema político defendido por Platão, onde os cidadãos eram separados em diferentes classes socioeconômicas. Essa sociedade seria dirigida pelos cidadãos de ouro, que seriam treinados em um programa educacional rigoroso para serem oligarcas benignos, os "reis-filósofos". A sabedoria desses governantes eliminaria a pobreza e a privação por meio de recursos distribuídos de maneira justa.

## Utopias na economia
Ao longo do século XIX, com o surgimento do socialismo utópico, foram criadas várias comunidades utópicas baseadas na distribuição igualitária dos bens nos Estados Unidos e Europa, como Nova Harmonia e as comunidades dos seguidores de Étienne Cabet.

## Utopias na Literatura
- A República, de Platão (circa 380 a.C.), é uma das primeiras concepções de uma utopia;
- Leis (diálogo) (360 a.C.), de Platão;
- História Sagrada (circa 300 a.C.), de Evêmero. Descreve a ilha paradisíaca racional de Panchaea;[9]
- Ilhas do Sol (circa 165–50 a.C.), de Iambulus;[10]
- Vida de Licurgo (circa 100 a.C.), de Plutarco;
- O Livro de Apocalipse (século I a.C.) descreve uma nova Terra com Deus no poder, não mais a morte, e uma nova Jerusalém;
- A Primavera da Floresta de Pêssego (421), fábula de Tao Yuanming;
- A Cidade Virtuosa, de Al-Farabi (874–950). A história de Medina como uma cidade ideal governada por Maomé;[11][12]
- O Livro da Cidade de Senhoras (1404), de Cristina de Pisano. O primeiro livro europeu sobre a história das mulheres escrito por uma mulher.[13] Descreve uma cidade utópica constituída por histórias de mulheres;
- Utopia (1516), por Thomas More. Descreve uma sociedade utópica onde todos os cidadãos vivem em cooperação. "E, embora ninguém possua coisa alguma, todos são ricos";
- Wolfaria (1521), de Johann Eberlin von Günzburg. Uma utopia luterana que pregou castigos severos aos pecadores;[14]
- A Cidade Feliz (1553), de Francesco Patrizi;[15]
- Um trabalho que versa sobre o bom pedido de um bem comum (1559), de Joannes Ferrarius Montanus;[14]
- Siuqila: bom demais para ser verdade (1580), de Thomas Lupton;[16]
- A cidade do sol (1602), de Tommaso Campanella. Descreve uma sociedade teocrática e igualitária;[17]
- O Belluzi, ou melhor, a cidade feliz (1615), de Lodovico Zuccolo;[16]
- História do grande e admirável reino de Antangil (1616), atribuído a Jean de Moncy;[14][18]
- Cristianópolis (1619), de Johannes Valentinus Andreae;[17][16]
- A república de Evandria (1625), de Lodovico Zuccolo;[16]
- Nova Atlantis (1627), de Francis Bacon;[16][19]
- O homem na lua (1638), de Francis Godwin;[20][16]
- Uma descrição do famoso reino de Macaria (1641), de Samuel Hartlib;[17]
- Marcaria (1641), de Gabriel Plattes;[16]
- Nova Solyma (1648), de Samuel Gott;[20]
- A lei da liberdade em uma plataforma (1652), de Gerrard Winstanley. Uma visão comunista radical de um estado ideal;[20][16]
- Gargântua e Pantagruel (por volta de 1653–1694), de François Rabelais;[17][16]
- A comunidade de Oceana (1656), de James Harrington. Uma república utópica constitucionalista em que uma distribuição equilibrada das terras permite um governo equilibrado;[20][16]
- História cômica dos estados e impérios da Lua (1657), de Cyrano de Bergerac;[21]
- The Blazing World (O admirável mundo) (1666), de Margaret Cavendish. Descreve uma sociedade utópica, misturando ficção científica, aventura e autobiografia;[20]
- A ilha dos Pines (1668), de Henry Neville. A história de cinco náufragos numa ilha idílica no hemisfério sul;[22]
- A história dos Sevaritas ou Sevarambi (1675), de Denis Vairasse;[20]
- A Terra Austral conhecida (1676), de Gabriel de Foigny;[17]
- Sinapia (1682);[14][23]
- As aventuras de Telêmaco (1699), de François Fénelon;[20]
- Robinson Crusoe (1719), de Daniel Defoe;[20][24]
- As Viagens de Gulliver (1726), de Jonathan Swift;[17]
- As aventuras do senhor Gaudêncio de Luca (1737), de Simon Berington;[17]
- A vida e aventuras de Peter Wilkins (1751), de Robert Paltock;[17]
- Uma ideia geral do colégio de Mirania (1753), de William Smith (pastor episcopal). Descreve um sistema educacional eutópico. É a primeira utopia conhecida publicada nos Estados Unidos;
- Uma reivindicação da sociedade natural (1756), de Edmund Burke;[20]
- Rasselas (1759), de Samuel Johnson;[17]
- Millenium Hall (Casa do Milênio) (1762), de Sarah Scott;[17]
- Um registro do primeiro assentamento... ou dos Cessares (1764), de James Burgh;[17]
- O ano 2440, sonho se é que ele existiu (1771), de Louis-Sébastian Mercier;[20]
- Suplemento à viagem de Bougainville (1772), de Denis Diderot. Inspirado na "Viagem ao redor do mundo", de Louis Antoine de Bougainville. Apresenta a descrição do Taiti como uma utopia que contrasta com a Europa;[25]
- Inquérito acerca da justiça política (1793), de William Godwin;[17]
- Descrição de Spensonia (1795), de Thomas Spence;[17]
- Um ensaio sobre o princípio da população (1798), de Thomas Maltus;[17]
- Teoria dos quatro movimentos (1808), de Charles Fourier;[20]
- O império dos Nairs (1811), de James Henry Lawrence;[17]
- Viagem a Icária (1842), de Étienne Cabet;[26][27]
- Syskonlif (1848), de Fredrika Bremer;
- Vril, o poder da raça vindoura (1871), de Edward Bulwer-Lytton. Novela utópica sobre uma sociedade cooperativa subterrânea;[17]
- Erewhon (1872), de Samuel Butler;
- Mizora (1880-1881), de Mary E. Bradley Lane;
- Uma era de cristal (1887), de William Henry Hudson;
- Olhando para trás (1888), de Edward Bellamy;[28]
- Ao ar livre, uma visão social do futuro (1890), de Theodor Hertzka;
- Gloriana, ou a revolução de 1900 (1890), de Lady Florence Dixie. A protagonista é uma mulher que se faz passar por um homem, Hector L'estrange, eleito para a Câmara dos Comuns do Reino Unido e conquista, para as mulheres, o sufrágio feminino. O livro termina em 1999 com a descrição de um Reino Unido pacífico e próspero governado por mulheres;[29]
- Novidades de Lugar Nenhum (1892), de William Morris;
- 2894 (1894), de Walter Browne;
- Um viajante de Altruria (1894), de William Dean Howells;
- Igualdade (1897), de Edward Bellamy;
- O futuro estado: produção e consumo no estado socialista (1898), de Kārlis Balodis. Ele adotou o pseudônimo Ballod-Atlanticus do livro Nova Atlantis (1627), de Bacon;
- NEQUA ou O Problema das Eras (1900), de Jack Adams. Uma ficção científica feminista utópica;
- Uma Utopia Moderna (1905), por H. G. Wells. Um governo mundial detém as terras e o poder. O trabalho físico foi eliminado, há liberdade generalizada, e uma aberta e voluntária ordem de "samurais" governa;[30]
- Herland (1915), de Charlotte Perkins Gilman. Uma isolada sociedade de mulheres que se reproduzem assexuadamente estabeleceu um estado ideal que reverencia a educação e é livre de guerra e dominação;
- A nova lua: um romance de reconstrução (1918), de Oliver Onions;[31]
- As ilhas da sabedoria (1922), de Alexander Moszkowski. Há várias ilhas, e cada uma segue uma escola da filosofia europeia. Uma "ilha do futuro" antecipa telefones celulares, energia nuclear, uma linguagem resumida que elimina longas discussões, e uma mecanização generalizada da vida;
- A História das Utopias (1922), por Lewis Mumford;
- Homens como deuses (1923), de H. G. Wells. Homens e mulheres num universo alternativo sem governo mundial, num perfeito estado de anarquia. "Nossa educação é nosso governo"[32]. Religiões sectárias, assim como política, não existem mais, e floresce a pesquisa científica avançada;
- A guerra das salamandras (1936), de Karel Čapek;
- Para nós, os vivos: uma comédia de costumes (1938), de Robert A. Heinlein;
- Islandia (1942), de Austin Tappan Wright;
- Walden II (1948), de B. F. Skinner;
- 1984 (1949), de George Orwell;
- Childhood's End (romance) (1954), de Arthur C. Clarke;
- Island (livro) (1962), de Aldous Huxley;
- O Fim da Utopia (1967), de Herbert Marcuse;[33]
- Eutopia (1967), de Poul Anderson;
- O torno do céu (1971), de Ursula K. Le Guin;
- Os Despossuídos (1974), de Ursula K. Le Guin. A história de dois planetas: um muito parecido com o capitalista, materialista e profano Estados Unidos, e o outro uma sociedade não proprietarista e anarquista onde a propriedade privada é desconhecida e as pessoas só consomem os recursos naturais ou produtos manufaturados de que necessitam. Os dois mundos são isolados entre si (como eram os mundos capitalista e comunista na época em que o livro foi escrito). Um médico chamado Shevek visita os dois mundos e os compara a uma estrutura muito similar ao livro Guerra e Paz, de Liev Tolstói;[34]
- As cidades invisíveis (1972), de Italo Calvino. Novela pós-moderna em que numerosas histórias de cidades, algumas utópicas e outras não, são contadas a um ficcional Kublai Khan por um ficcional Marco Polo;
- Ecotopia: os cadernos e relatórios de William Weston (1975), de Ernest Callenbach. Utopia ecológica em que o noroeste dos Estados Unidos se separa e cria uma nova sociedade;[35]
- Mulher na borda do tempo (1976), de Marge Piercy. A história de uma mulher hispânica de classe média que tem visões de dois futuros alternativos: um utópico e outro distópico;[36]
- A abordagem de probabilidade (1980), de L. Neil Smith. Uma utopia anárquica libertária;[37]
- Viagem do passado (1982), de James P. Hogan. Uma economia pós-escassez na qual dinheiro e bens materiais não fazem sentido;[38]
- Sempre vindo para casa (1985), de Ursula K. Le Guin;
- Série A Cultura (1987-2012), de Iain M. Banks. Uma série de novelas que descreve A Cultura, uma multiplanetária e utópica sociedade anarquista;
- Borda pacífica (1990), de Kim Stanley Robinson. A história se passa no bairro de El Modena, na cidade de Orange (Califórnia), em 2065, e descreve as transformações entre o final do século XX e o surgimento de uma nova sociedade ecologicamente correta;[39]
- A Quinta Coisa Sagrada (1993), de Starhawk.
- 3001: a odisseia final (1997), de Arthur C. Clarke. Descreve a sociedade humana em 3001 vista por um astronauta que ficou congelado por mil anos.
- Aria (mangá) (2001–2008), de Kozue Amano.
- Manna (2003), de Marshall Brain. Ensaio que explora diversos temas da moderna tecnologia da informação e interface do utilizador, incluindo transumanismo. Algumas de suas predições, como a proliferação da automação e da inteligência artificial na indústria do fast-food, vêm se tornando realidade recentemente. A segunda parte do livro descreve uma sociedade utópica perfeita;[40]
- Uniorder: Build Yourself Paradise (2014), de Joe Oliver. Manual de instruções para construir a Utopia de Thomas More através do uso de computadores;[41]
- Ecotopia 2121: uma visão da nossa futura utopia verde (2016), de Alan Marshall. Um compêndio da transformação utópica de cem cidades reais ao longo do próximo século.

## Utopias na religião
Utopias inter-religiosas descrevem, p. ex., sociedades ideais onde várias culturas vivem em harmonia baseadas em valores comuns. 
Historicamente, existem vários exemplos de utopias intrarreligiosas, como as comunidades baseada na fé surgidas na Europa e nos Estados Unidos durante o Segundo Grande Despertar (Shakers; Sociedade da mulher na região selvagem; Ephrata; Sociedade da Harmonia; Comunidade Oneida; Colônias Amana).

## Utopias tecnológicas
Utopias tecnológicas geralmente baseiam-se num futuro imaginário em que ciência e tecnologia melhorarão a qualidade de vida do ser humano. Como exemplos, podem ser citadas a franquia Star Trek e as invenções visionárias de Buckminster Fuller (1895–1983).

## Utopismo
Em muitas culturas, existe a lembrança de uma mítica época do passado, em que a vida era mais simples e feliz. Segundo uma teoria da antropologia, tais mitos são uma lembrança do estágio caçador-coletor da humanidade. Exemplos dessas míticas eras são:
- Era dourada, dos antigos gregos
- Arcádia (poesia), dos poetas
- Jardim do Éden, da tradição judaico-cristã
- Cocanha, da Idade Média
- Grande Unidade, utopia chinesa descrita no Clássico dos Ritos. Influenciou muitos reformadores chineses posteriores, como Kang Youwei (1858–1927).